# Sd.Kfz. 9
Sd.Kfz. 9 (нем. Sonderkraftfahrzeug 9, также известен как Famo) — немецкий полугусеничный бронированный тягач времён Второй мировой войны. Являлся самой тяжёлой полугусеничной машиной, выпускаемой Германией в тот период. В основном применялся для транспортировки орудий, в число которых входила 240-мм гаубица Kanone 3, и для ремонта машин. Всего за войну было выпущено около двух с половиной тысяч Sd.Kfz. 9.

## Описание

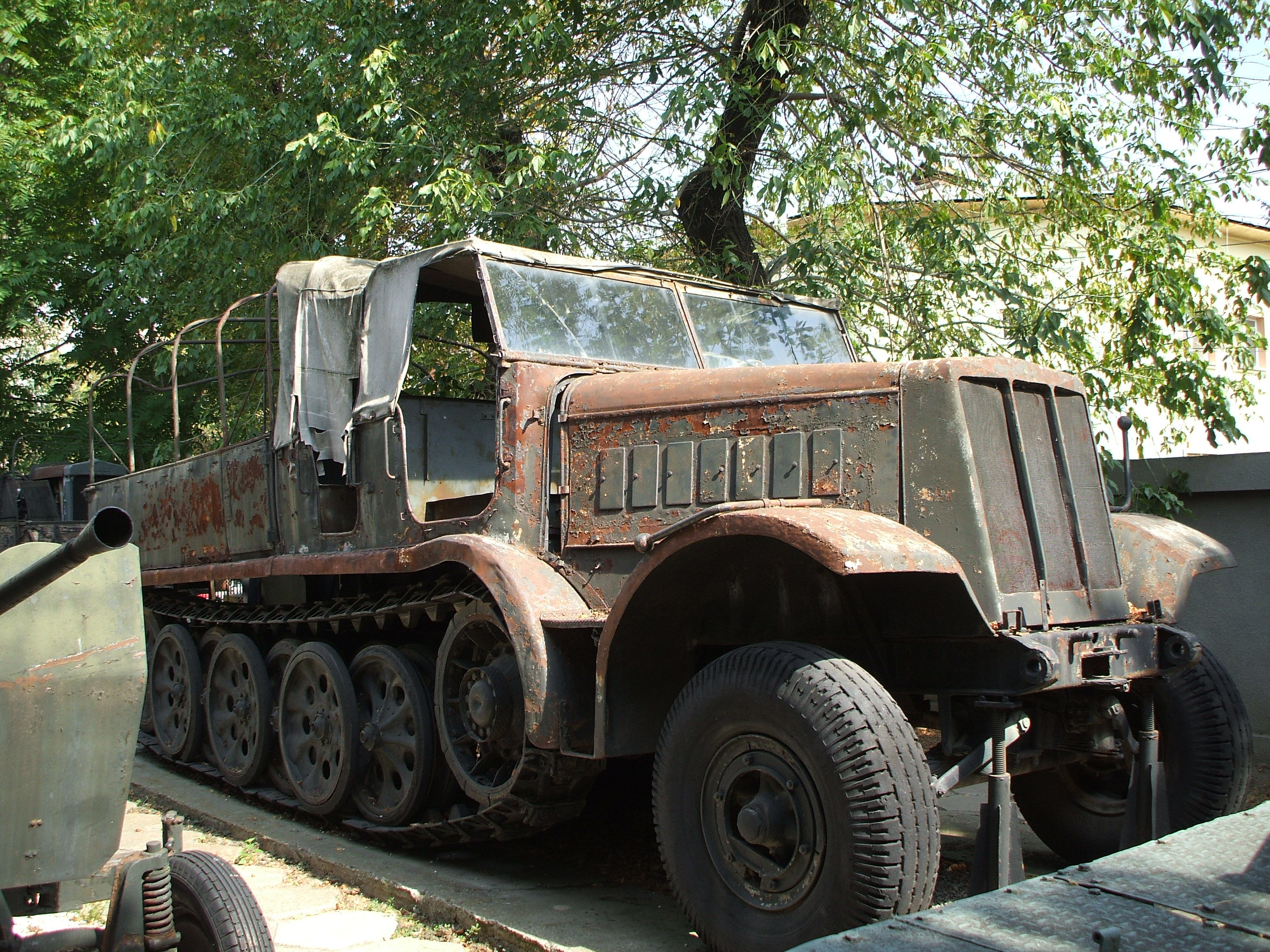
Sd.Kfz.9 в Национальном военном музее Бухареста

Sd.Kfz. 9 — тягач типичного для вермахта полугусеничного типа. Рама лестничного типа. На эту машину ставился 12-цилиндровый двигатель Maybach HL 108 c объёмом 10,838 л. Охлаждение водяное. Двигатель развивал мощность до 270 лошадиных сил. В качестве коробки передач использовалось синхронизирующее устройство ZF G 65 VL 230 с четырьмя передними передачами и одной задней. Для Sd.Kfz. 9 устанавливались два топливных бака: один объёмом 90 литров, а второй — 230 л.
Для поворота применялись как колёса, так и траки. При маленьком угле поворота использовались только передние колёса, при большом угле дополнительно притормаживался один трак. Количество траков в гусенице на один борт было гораздо больше, чем в обычных полугусеничных тягачах. Sd.Kfz.9, как и другие немецкие машины полугусеничного типа, имел ведущее колесо фрикционного зацепления. Ходовая часть на один борт состояла из шести сдвоенных опорных катков шахматного расположения, на торсионной подвеске. На каждом ведущем колесе устанавливались рессоры и амортизаторы абсорберы.
В верхней части корпуса расположено отделение экипажа, одинаковое для всех модификаций. В нём были установлены два сидения диванного типа: одно для водителя с помощником, второе для экипажа транспортируемой техники.
Конструкция заднего отсека менялась в зависимости от назначения машины. Лобовое стекло складывалось вперёд. Над отделением экипажа был установлен складываемый брезентовый верх, прикреплённый к задней половине и ветровому стеклу.
В более узкоспециализированных тягачах устанавливались дополнительные скамьи как для боеприпасов, так и для экипажа.
Суммарно же Sd.Kfz. 9 мог перевозить груз массой до 28 тонн. Он применялся для транспортировки танка Pz.Kpfw. IV. Но более тяжелые танки могли сдвинуть с места только несколько тягачей, например для транспортировки Pz.Kpfw. V «Пантера», PzKpfw VI «Тигр» и PzKpfw VI «Тигр II», требовалось от 2 до 5 машин, сцепленных на манер конной тяги, друг за другом. Для эвакуации повреждённой техники более легкого класса использовался прицеп Sd.Anh 116.

## История создания

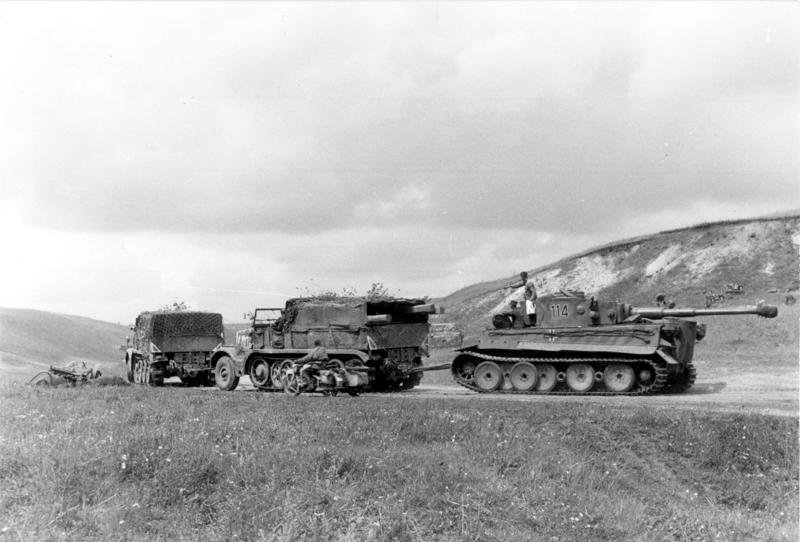
Три тягача Sd.Kfz. 9 буксирующих «Тигр»

Первые теоретические сведения о полугусеничном тягаче подобного класса относятся к работам Эрнста Книпкампа из Военного автодепартамента, которые появились ещё до прихода в 1933 году НСДАП к власти в Германии. Его идеи и чертежи были переданы коммерческим фирмам для испытаний и производства. Компания «Fahrzeug- und Motorenbau GmbH» (FAMO) из Бреслау получила заказ на создание тяжелого 18-тонного гусеничного тягача. Прототип появился в 1936 году и получил военную кодировку FM gr 1. На нём ставился двигатель Maybach HL98 с мощностью 200 лошадиных сил. Прототип имел всего 7,5 метра в длину. Второй прототип F 2 появился в 1938 году и лишь немного отличался от первого.
Третий прототип под кодовым названием F 3 был выпущен в 1939 году и одобрен инженерами вермахта, что позволило начать серийное производство. Тягач был относительно недорогим по стоимости. С течением войны конструкция упрощалась, чтобы ещё больше снизить стоимость и использование металлов. Некоторые машины использовали чехословацкий 12-цилиндровый дизельный двигатель фирмы Tatra с воздушным охлаждением. Шасси было немного усовершенствовано за счёт установки специальных штыков, чтобы улучшить возможность транспортировки танков и орудий.

### Варианты
Новая компоновка была использована для создания варианта Sd.Kfz. 9/1. На тягач устанавливался кран, который поднимал груз массой до 6 тонн. Такие тягачи были введены в строй в сентябре 1941 года и использовались как БРЭМ. Второй вариант, Sd.Kfz. 9/2, благодаря крану поднимал до 10 тонн груза и работал на электродвигателе. Впрочем, для стабилизации работы тягача, чтобы он не перевернулся, в конструкцию стали вставляться аутригеры.
В 1940 году для борьбы с танками на 15 Sd.Kfz. 9 были установлены универсальные 88-мм зенитные пушки FlaK 18. Моторный отсек и кабина получили лёгкое цельное бронирование, что затруднило возможность стрельбы в направлении движения. Пушки устанавливались на специальной платформе с откидными бортиками для лучшего обзора пушки. Также были необходимы аутригеры, чтобы края платформы могли выдержать вес экипажа. Параметры такого тягача: 25 тонн масса, размеры 9,32 × 2,65 × 3,67 Парк бронетягачей-транспортировщиков Flak 18 стал обновляться с 1943..

## Производство
Производство ранее осуществлялось только за счёт ресурсов фирмы FAMO. В 1940 году на производство Sd.Kfz. 9 была переключена фирма VOMAG, в конце войны это начала делать и компания Tatra. К 20 декабря 1942 года 855 тягачей было в рабочем состоянии. В 1943 году было выпущено ещё 643, в 1944 году было создано 834 тягача. Итого было построено 2500 машин этого типа.